# Air Littoral
Air Littoral was een Franse luchtvaartmaatschappij, opgericht in 1972. Aanvankelijk was het hoofdkantoor gevestigd op de Aérodrome du Castellet, in Le Beausset, vlak naast het Circuit Paul Ricard; later was dit in Montpellier, met de nabijgelegen luchthaven Montpellier Méditerranée als hub.
Air Littoral bouwde haar netwerk uit rond de Middellandse Zee. Aanvankelijk vloog Air Littoral vanuit Perpignan naar Montpellier en Nice, en van Montpellier naar Marseille. In 1973 verkreeg ze een intern Corsicaans netwerk tussen Ajaccio, Bastia, Calvi en Propriano. Ze verzorgde ook chartervluchten. Bij de eerste vliegtuigen van Air Littoral waren drie Britten-Norman BN-2A Islanders en een Fokker F27. In 1978 was Air Littoral de eerste Franse maatschappij die met de Embraer EMB 110 Bandeirante vloog, op de route tussen Montpellier en Bordeaux. In dat jaar vervoerde de maatschappij 21.500 passagiers.
In 1980 vloog Air Littoral haar eerste internationale lijnverbinding Montpellier-Perpignan-Valencia. De volgende jaren bleef de maatschappij Air Littoral sterk groeien. Ze vormde ook allianties met andere luchtvaartmaatschappijen (Lufthansa, Sabena, Swissair, TAP Portugal...). In 1985 werd ze de op twee na grootste binnenlandse maatschappij in Frankrijk, na Air Inter en TAT. Nieuwe types in de vloot waren de Embraer EMB 120 Brasilia en de ATR 42, waarvoor Air Littoral de eerste klant was. In 1985 vlogen meer dan 100.000 passagiers met Air Littoral.
In 1991 kocht KLM Royal Dutch Airlines 35% van de aandelen van Air Littoral, maar ze zou die het volgende jaar alweer verkopen.
In 1996 werd de dochtermaatschappij Air Littoral Riviera opgericht, met als hub de luchthaven van Nice. Air Littoral Riviera had geen eigen vliegtuigen; ze vloog met vliegtuigen van Air Littoral.
In 1997 omvatte de vloot van Air Littoral 6 Beechcraft 1900C, 8 Bombardier CRJ100, 4 Embraer EMB 120 Brasilia, 5 Fokker 70, 1 Fokker 100 en 11 ATR42.
In 1998 verkreeg SAirGroup, de moedermaatschappij van Swissair, 44% aandeel in Air Littoral. In 2000 steeg dit naar 49%. Plannen om Air Littoral te fusioneren met AOM en Air Liberté (ook leden van de SAirGroup), waardoor de tweede grootste Franse luchtvaartmaatschappij zou ontstaan, gingen niet door na het failliet van Swissair in 2001. Het Swissair-aandeel werd toen verkocht aan Marc Dufour, voormalig voorzitter van Air Littoral.
In 2002 vervoerde Air Littoral 1,3 miljoen passagiers met een vloot van 32 vliegtuigen. De omzet was 180 miljoen euro, maar de maatschappij maakte ook een verlies van 42 miljoen. Er kwam geen verbetering in de financiële toestand en in augustus 2003 verklaarde Air Littoral zich insolvent. De curator kreeg zes maanden om een overnemer te zoeken. Er verschenen wel een aantal kandidaat-overnemers, maar uiteindelijk gebeurde er geen overname, en Air Littoral werd failliet verklaard in februari 2004. Dat was tevens een ernstige klap voor de luchthaven Montpellier Méditerrannée, die een groot deel van haar trafiek zag verdwijnen.